# Euthalia sosisthenes
Euthalia sosisthenes är en fjärilsart som beskrevs av Hans Fruhstorfer 1912. Euthalia sosisthenes ingår i släktet Euthalia och familjen praktfjärilar. Inga underarter finns listade i Catalogue of Life.